# 79 قيطس b

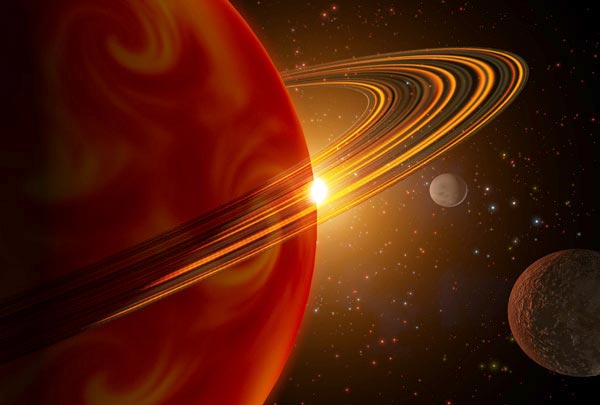
تصور فنان لـ 79 Ceti b (الحد الأدنى للكتلة 0.26 MJ) ، وهو كوكب خارج المجموعة الشمسية كتلته أقل من زحل

79 قيطس b هو كوكب خارج المجموعة الشمسية يدور حول النجم 79 قيطس وهو نجم شبه عملاق يقع على مسافة تقدر بحوالي 127 سنة ضوئية في كوكبة قيطس. تستغرق الفترة المدارية لهذا الكوكب ليكمل مدارة حول نجمة 75 يوم في مدار قريب جدا من النجم متوسط مسافتة قدرها 0.363 وحدة فلكية. اكتشف الكوكب في 29 مارس 2000، ويعتبر هذا الكوكب إلى جانب الكوكب HD 46375 b المكتشف في نفس اليوم من اوائل الكواكب خارج المجموعة الشمسية المعروفة ذات كتلة أقل من كتلة زحل.